# الرفاص (نعمان)

تعديل مصدري - تعديل

الرفاص هي إحدى قرى عزلة الوسط بمديرية نعمان التابعة لمحافظة البيضاء، بلغ تعداد سكانها 98 نسمة حسب تعداد اليمن لعام 2004.